# Balatonkeresztúr
Balatonkeresztúr je obec v Maďarsku v župě Somogy. Obec se nachází na pobřeží Balatonu.
Její rozloha činí 21,06 km² a v roce 2015 zde žilo 1 504 obyvatel.